# Плегьен
Плегье́н (фр. Pléguien, брет. Plian, галло Plégien) — коммуна во Франции, находится в регионе Бретань. Департамент — Кот-д’Армор. Входит в состав кантона Плуа. Округ коммуны — Генган.
Код INSEE коммуны — 22177.

## География
Коммуна расположена приблизительно в 390 км к западу от Парижа, в 110 км северо-западнее Ренна, в 19 км к северо-западу от Сен-Бриё.

## Население
Население коммуны на 2016 год составляло 1 323 человека.
| 1962 | 1968 | 1975 | 1982 | 1990 | 1999 | 2008 | 2016 |
| ---- | ---- | ---- | ---- | ---- | ---- | ---- | ---- |
| 801  | 916  | 826  | 816  | 824  | 1011 | 1114 | 1323 |

## Администрация
| Период | Период | Фамилия       | Партия                  | Примечания |
| ------ | ------ | ------------- | ----------------------- | ---------- |
| 1975   | 1981   | Ив Бюрло      |                         |            |
| 1981   | 1983   | Анри Ле Февр  |                         |            |
| 1983   | 1983   | Реймон Буазар |                         |            |
| 1983   | 1985   | Анри Ле Февр  |                         |            |
| 1985   | 1988   | Марсель Депуа |                         |            |
| 1988   | 1999   | Тьерри Бюрло  | Социалистическая партия |            |
| 1999   | 2014   | Ролан Трегье  | Социалистическая партия |            |
| 2014   |        | Филипп Ле Гу  | Социалистическая партия |            |

## Экономика
В 2007 году среди 647 человек в трудоспособном возрасте (15—64 лет) 491 были экономически активными, 156 — неактивными (показатель активности — 75,9 %, в 1999 году было 65,0 %). Из 491 активных работали 443 человека (230 мужчин и 213 женщин), безработных было 48 (19 мужчин и 29 женщин). Среди 156 неактивных 44 человека были учениками или студентами, 76 — пенсионерами, 36 были неактивными по другим причинам.

## Достопримечательности
- Замок Буа-де-ла-Саль (XVIII век). Исторический памятник с 1993 года[3]

## Фотогалерея

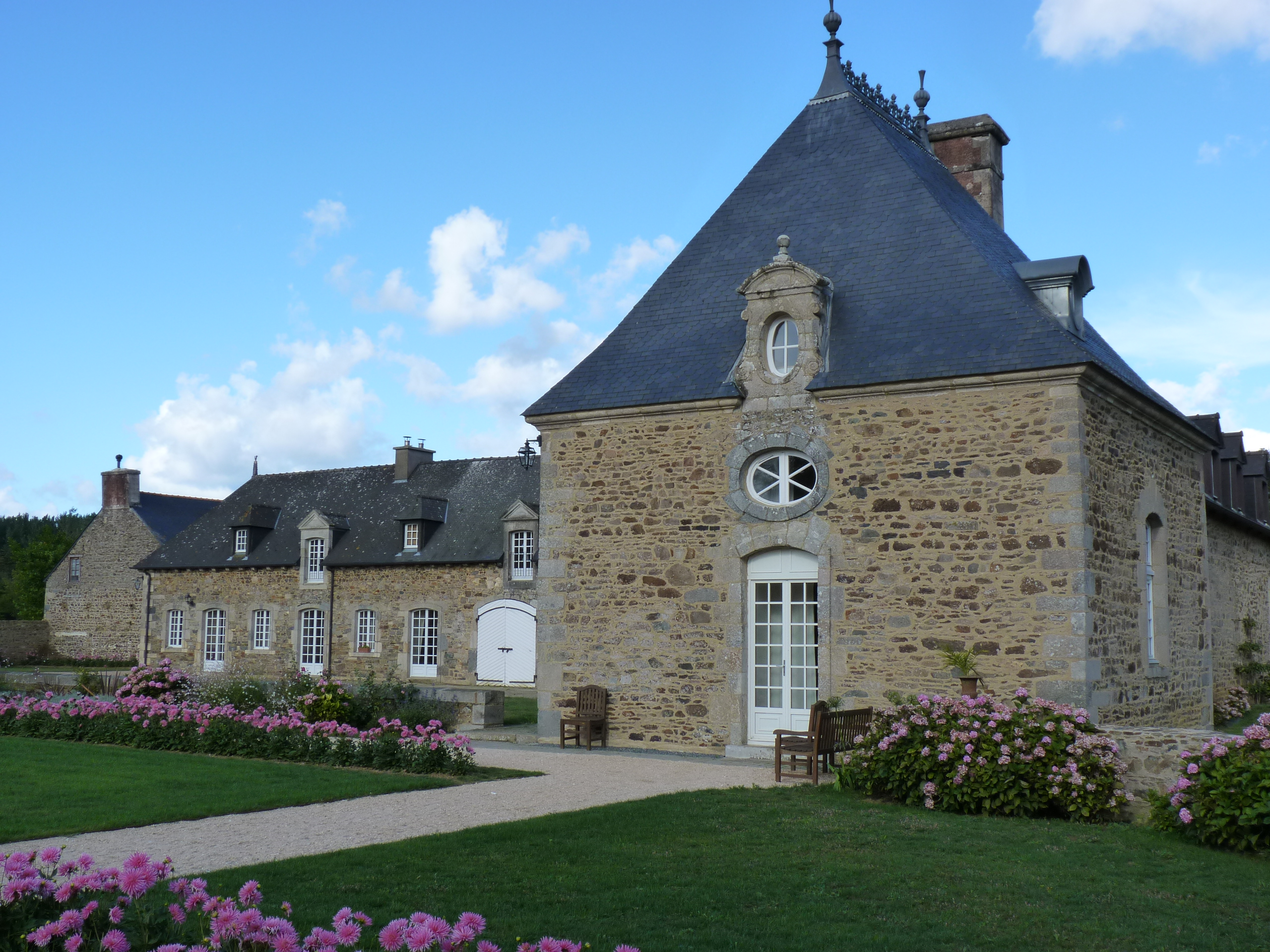
Замок Буа-де-ла-Саль
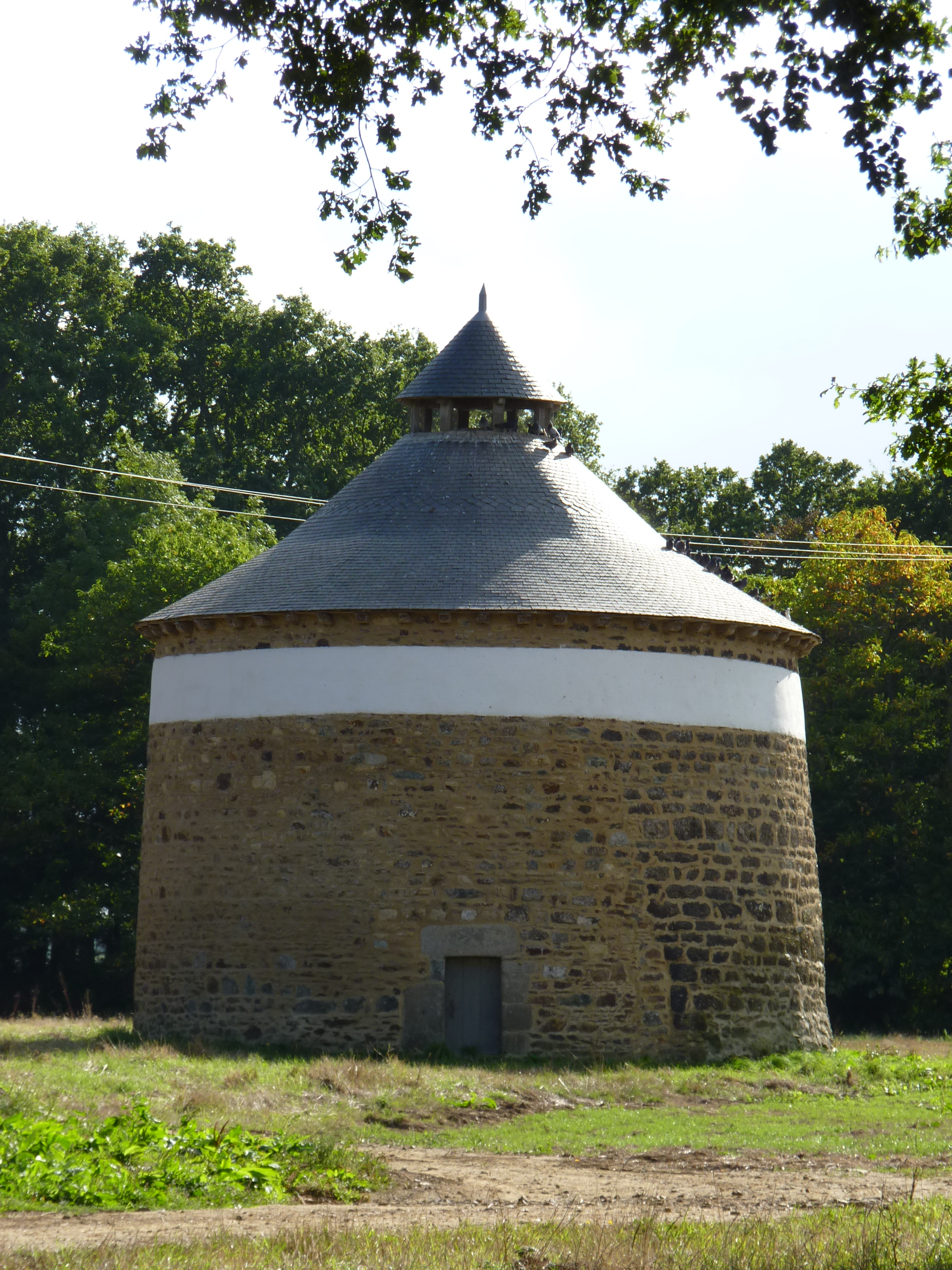
Голубятня замка Буа-де-ла-Саль
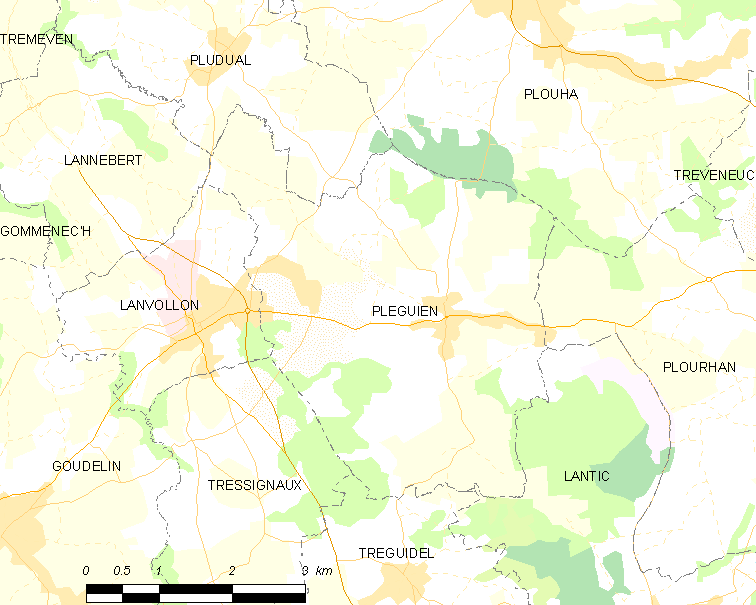
Карта коммуны